# Corrente oceânica
Correntes quentes de superfície (vermelho) e correntes 
frias profundas (azul).
Corrente oceânica ou corrente marinha é um fluxo de água contínuo e direcionado dentro do oceano, sendo gerado por forçantes como vento e efeito de Coriolis. O movimento das correntes oceânicas não é perfeitamente definido por haver ilhas e outras feições topográficas que influenciam o fluxo da água do mar. Além disso, também há interação entre as próprias correntes oceânicas. A dinâmica das correntes pode influenciar a pesca, a vida marinha e o clima do planeta.
O oceano global cobre cerca de 70% da superfície da Terra, sendo considerado o principal moderador climático do planeta. Isso ocorre em função do elevado calor específico da água, que serve como um reservatório de armazenamento de calor. Assim, o calor armazenado no oceano durante o verão é liberado para a atmosfera no inverno. Em um contexto climático, as correntes oceânicas são eficazes nessa distribuição de calor, amenizando as variações de temperatura na troposfera.
A compreensão dos fluxos de calor no oceano é imprescindível para o estudo das interações entre o oceano e a atmosfera. Embora nuvens sejam formadas na atmosfera, o vapor de água representa uma ínfima fração do volume total de água no planeta. A maior parte deste volume encontra-se armazenado no oceano. A interação entre a água, atmosfera e a superfície da Terra dá origem às nuvens, à neve, à chuva e às correntes oceânicas. A massa de água que forma o oceano não é estática, ou seja, existem movimentos mais intensos e menos intensos, como é o caso das marés e das correntes oceânicas. As marés são apenas movimentos oscilatórios que não interferem significativamente na distribuição de temperatura e salinidade. Em contrapartida, as correntes oceânicas formam um cinturões de circulação de grande escala que influenciam diversos processos oceanográficos e o clima nos continentes.

## Circulação atmosférica
O ângulo de incidência dos raios solares na superfície da Terra varia entre o equador e os polos. Por exemplo, a radiação solar recebida por unidade de área a 30° de latitude (norte ou sul) corresponde a cerca de 86% da radiação recebida no equador (0° de latitude). As diferenças no aquecimento da superfície da Terra pela radiação solar produzem regiões de alta e baixa pressão atmosférica. Os ventos são gerados por essas diferenças de pressão, sendo responsáveis pela circulação de ar na atmosfera. Tais diferenças geram uma força que desloca o ar de uma zona de alta pressão para outra de baixa pressão. Quanto maior a diferença de pressão entre duas regiões, maior será a força do gradiente de pressão e mais intensos serão os ventos. O movimento de rotação da Terra também contribui para a formação de um padrão global de circulação atmosférica.

## Interação entre atmosfera e oceano
O oceano e a atmosfera são os dois principais fluidos geofísicos na superfície da Terra. Ambos estão em constante movimento e apresentam uma extensa superfície de contato físico. Assim, há uma grande interação entre esses fluidos e eles apresentam comportamentos semelhantes. Próximo à interface oceano-atmosfera, a circulação atmosférica provoca alterações na superfície do oceano que influenciam a temperatura, a salinidade e a densidade da água do mar. Exemplos dessas influências incluem os fenômenos de evaporação da água do mar, precipitação atmosférica, congelamento da superfície do oceano, entre outros.
A atmosfera é aquecida pelos raios solares que incidem na superfície da Terra e são refletidos na forma de ondas longas (radiação infravermelha). Considerando a mesma unidade de área, a incidência de raios solares é duas vezes maior na região equatorial do que nas regiões polares. Apesar disso, a região equatorial não fica cada vez mais quente em relação às regiões polares. As interações entre a atmosfera e o oceano geram um equilíbrio que transfere energia recebida no equador em direção aos polos. Este balanço energético é muito importante, pois distribui calor na superfície da Terra e diminui as diferenças de temperatura entre o equador e os polos.

## Circulação oceânica

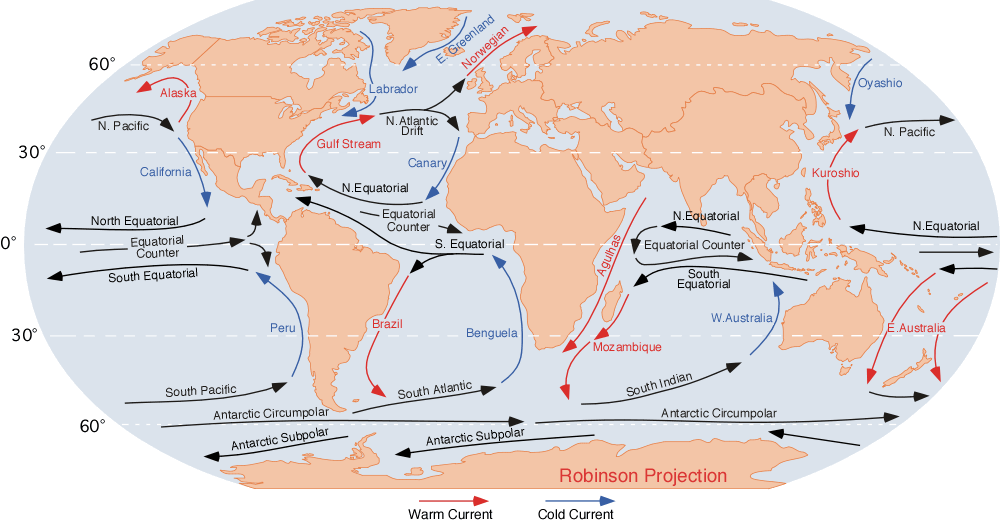
Mapa mostrando as principais correntes superficiais quentes (em vermelho) e frias (em azul) do oceano global.

Há dois tipos de circulação de água no oceano global: superficial (gerada pelo vento) e profunda (gerada por diferenças de densidade). No caso da primeira, o vento empurra a água na superfície do oceano para dar origem às correntes oceânicas. Estas correntes superficiais geradas a partir da interação com os ventos atmosféricos formam um padrão de circulação horizontal no oceano que é conhecido como circulação dirigida pelo vento. O oceano transporta calor do equador para os polos através dessas correntes oceânicas, que contribuem com 10 a 20% da distribuição de calor em todo o planeta.[carece de fontes?] Em contrapartida, a circulação profunda que ocorre no interior do oceano é forçada por pequenas diferenças de temperatura e salinidade entre as massas de água, que acabam influenciando a densidade das mesmas. Esta é conhecida como circulação termoalina.

## Efeito de Coriolis
O efeito de Coriolis (ou pseudoforça de Coriolis) é uma força inercial que age sobre corpos que se deslocam em um referencial não inercial. A Terra é um referencial não inercial devido ao seu movimento de rotação. Deste modo, a trajetória de um avião se deslocando em linha reta seria percebida como uma curva por um observador preso à superfície da Terra. Por outro lado, um observador no espaço veria o avião se deslocando em linha reta e a Terra girando abaixo dele.
Tanto a circulação atmosférica quanto a circulação oceânica são influenciadas pelo efeito de Coriolis. No hemisfério norte, a pseudoforça de Coriolis desvia a trajetória das massas de ar e das massas de água para a direita. No hemisfério sul, as trajetórias são desviadas para a esquerda. Essa diferença entre os dois hemisférios ocorre porque uma rotação horária implica uma força inercial à direita, enquanto uma rotação anti-horária implica uma  força inercial à esquerda. A força de Coriolis varia de acordo com a latitude, sendo máxima nos polos e nula no equador.

## Correntes de contorno

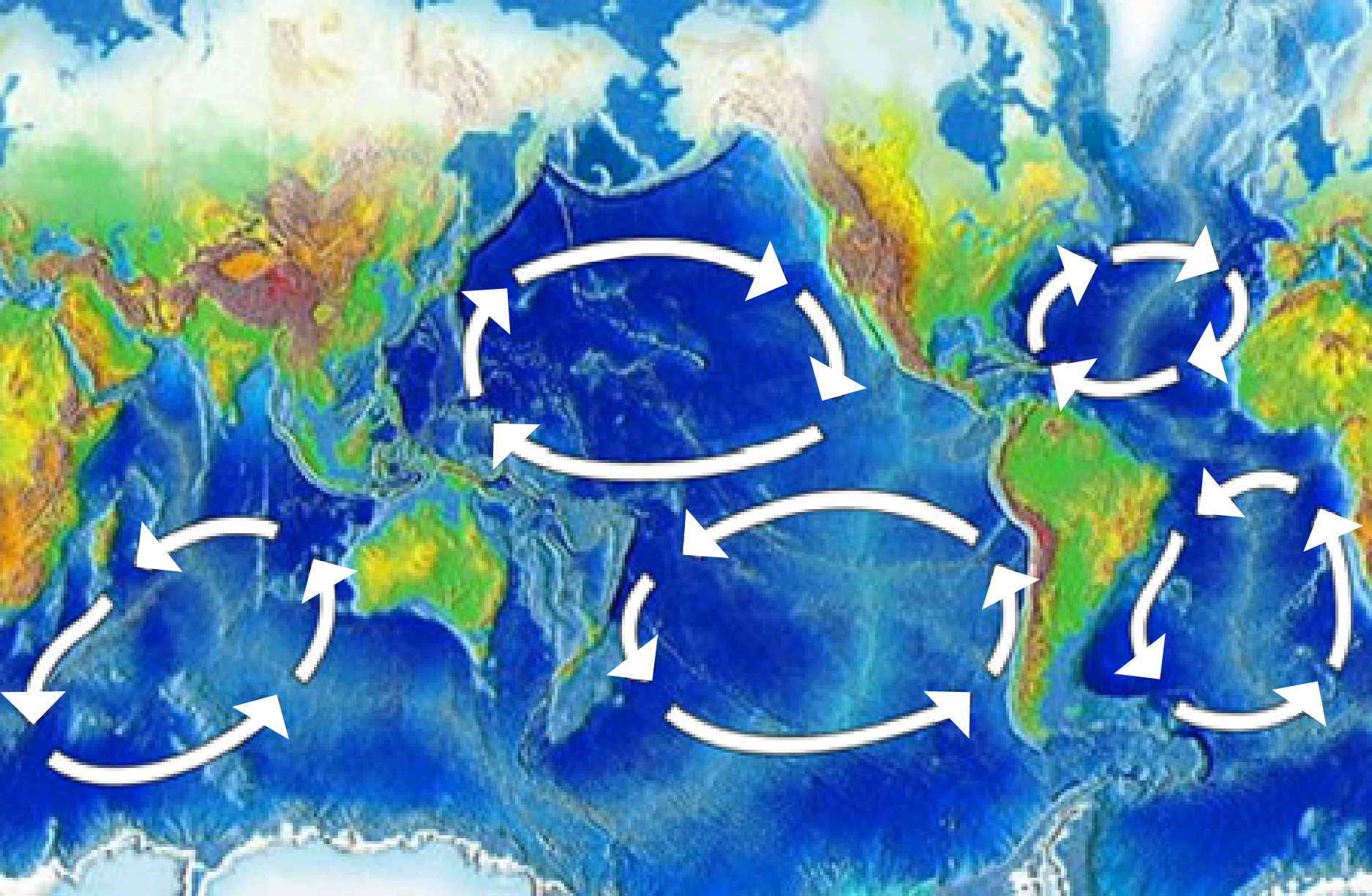
Os cinco giros subtropicais existentes no oceano global.

As correntes superficiais (forçadas pelo vento) formam giros oceânicos que pode ser divididos em: tropicais, subtropicais e subpolares. Os giros tropicais são formados pelos sistemas de correntes e contracorrentes equatoriais, estendendo-se mais no sentido leste-oeste do que norte-sul. Há três giros tropicais: Pacífico, Atlântico e Índico (ou seja, um em cada oceano).
Os giros subtropicais são os principais e maiores giros existentes no oceano global. Há cinco giros subtropicais: Pacífico Norte, Pacífico Sul, Atlântico Norte, Atlântico Sul e Índico. Nestes giros, há uma marcante distinção entre as correntes que margeiam as bordas leste e oeste das bacias oceânicas. Tais correntes são conhecidas como correntes de contorno leste e oeste, respectivamente. Segue abaixo as características das correntes de contorno no oceano global.
| Tipo de corrente           | Temperatura | Velocidade | Transporte | Limite físico |
| Corrente de contorno oeste | Quente      | Rápida     | Grande     | Bem definido  |
| Corrente de contorno leste | Fria        | Lenta      | Pequeno    | Difuso        |

Os giros subpolares ocorrem em altas latitudes, em torno de 60° (norte ou sul). O principal giro subpolar é formado pela Corrente Circumpolar Antártica, que circunda o continente antártico de oeste para leste. Além dele, também existem giros subpolares menores. No hemisfério sul, por exemplo, há giros no Mar de Weddell e Mar de Ross. No hemisfério norte, há giros subpolares nas regiões sob influência da depressão das Aleutas e depressão da Islândia. 

## Transporte de Ekman

Ilustração da espiral de Ekman: (1) vento; (2) força de cima; (3) direção efetiva da corrente; e (4) efeito de Coriolis.

O modelo de circulação das massas de água - chamado de espiral de Ekman - assume que a coluna de água é homogênea e impulsionada pelo vento que sopra na sua superfície. A camada superficial move-se com uma velocidade máxima de 3% da velocidade do vento. Devido à força de Coriolis, a corrente superficial move-se 45º à direita do movimento no hemisfério norte e 45º à esquerda no hemisfério sul. Uma camada da massa de água superficial empurra a camada subjacente e também a coloca em movimento. Assim, a energia do vento é passada sucessivamente através da coluna de água para camadas cada vez mais profundas. Cada camada é colocada em movimento com uma velocidade inferior e num ângulo maior em relação àquela que a colocou em movimento, resultando em uma espiral na coluna de água. A profundidade na qual esse movimento cessa é conhecida como profundidade de influência da fricção, ocorrendo normalmente a cerca de 100 metros. Da superfície até a profundidade de influência da fricção, o movimento efetivo da água ocorre em um ângulo de 90° (à direita no hemisfério norte e à esquerda no hemisfério sul) em relação à direção do vento, sendo denominado transporte de Ekman. Este mecanismo influencia a circulação oceânica superficial.

## Corrente geostrófica
As correntes geostróficas são correntes oceânicas que resultam do balanço entre a força da gravidade e a força de Coriolis. Considerando os giros subtropicais e o transporte de Ekman, há uma tendência de que seja produzida uma convergência subtropical e o empilhamento de água no centro desses giros. Assim, no interior dos giros subtropicais é possível encontrar um empilhamento de água até 2 metros acima do nível da água na margem dos giros. A resposta da água para essa topografia oceânica é igual àquela observada nos continentes, ou seja, ela vai correr do centro (nível mais alto) para a margem do giro (nível mais baixo) por causa da força da gravidade. Este movimento não ocorre em linha reta, mas é defletido pela força de Coriolis que atua à direita da trajetória no hemisfério norte e à esquerda no hemisfério sul. 